# Parco nazionale Sena Oura
Il parco nazionale Sena Oura (in francese Parc National Sena Oura) è il più giovane parco nazionale del Ciad. È stato istituito nel 2010 nel Dipartimento di Mayo-Dallah nella Regione di Mayo-Kebbi Ovest, al confine con il Camerun, con l'entrata in vigore della legge 16 su una superficie di 735,2 km². Forma, insieme al camerunese parco nazionale di Bouba-Ndjida, un corridoio della biosfera. Viene classificato nella Categoria II dalla IUCN. La gestione del parco è affidata alle autorità e ai dignitari delle tribù locali.
La storia che ha portato alla creazione del parco nazionale risale alla metà degli anni '80, quando gran parte della popolazione proveniente dall'est del Paese, scosso dalla guerra civile, si riversò nelle più tranquille regioni dell'ovest. Con l'aumento della popolazione, aumentò notevolmente anche la pressione sulle risorse naturali del Paese, che si è riflessa nel declino delle superfici forestali, nella pesca eccessiva in laghi e fiumi e nella diminuzione della fertilità del suolo. Per contrastare questo scenario, nel 1995 le autorità e i dignitari locali siglarono l'accordo di Dari, con il quale venne decisa la protezione delle foreste a galleria della regione. Nel 2002 il Ministero dell'Ambiente del Ciad e l'amministrazione regionale accettarono di selezionare una zona da trasformare in una riserva naturale. Il progetto venne sostenuto finanziariamente dalla Società Tedesca per la Cooperazione Internazionale e da una società francese. Nel 2007 venne deciso di dichiarare l'area di Sena Oura parco nazionale in base alla legge 14 e di contribuire allo sviluppo di una riserva della biosfera transfrontaliera, assieme al vicino parco nazionale di Bouba-Ndjida. Nel 2008 il Parlamento Nazionale approvò questa legge e, dopo due anni di preparazione, nel 2010 vide la nascita il parco nazionale.
Il parco nazionale Sena Oura si trova nella zona della savana sudanese orientale, e di conseguenza vi dominano foreste aperte con alberi di alto fusto intervallate da una fitta vegetazione arbustiva e da un sottobosco di erbe alte e cespugli legnosi. Nel parco nazionale sono presenti 16 specie animali in pericolo di estinzione, tra cui l'elefante africano (Loxodonta africana), il leone (Panthera leo) e il ghepardo (Acinonyx jubatus).